# ابو درده
ابو درده (به عربی: أبو دردة) یک منطقهٔ مسکونی در سوریه است که در استان حماه واقع شده‌است.

## خصوصیات
ابو درده  ۴۸۶ نفر جمعیت دارد.